# Adriaen Thomasz Key
Ne doit pas être confondu avec Adriaen Thomas Key (l'Ancien).
Adriaen Thomas Key (dit « Le Jeune »), né à Anvers vers 1544 et mort après 1589, est un peintre flamand.

## Biographie
Adriaen Thomasz Key est né probablement à Anvers et est un membre de famille Key des peintres flamands avec un parent éloigné de Willem Key avec lequel il a été formé et a collaboré, mais a tort considéré comme son neveu,. 
Il est probablement le fils d'Adriaen Thomas Key (dit « L'Ancien »). À la mort de ce dernier, en 1568, il s'inscrit à la guilde de Saint-Luc d'Anvers et reprend sans doute l'atelier de son maître. Bien que calviniste, il reste dans sa ville natale après la prise d'Anvers par les troupes espagnoles en 1585, où il est mentionné pour la dernière fois en 1589.

## Œuvres
Bien qu'il ait réalisé des autels pour les églises d'Anvers, il est surtout connu comme portraitiste où son art se caractérise par une extrême précision. Le Rijksmuseum d'Amsterdam conserve cinq de ses portraits dont celui de Guillaume Ier, prince d'Orange (v. 1568, bois, 48 × 35 cm).
On trouve également : 
- Portrait de femme, Musées royaux des beaux-arts de Belgique, Bruxelles
- Portrait d'homme, Musée d'histoire de l'art de Vienne
- Portrait de famille, Musée du Prado
- Portrait d'homme avec une fraise, Palais des beaux-arts de Lille

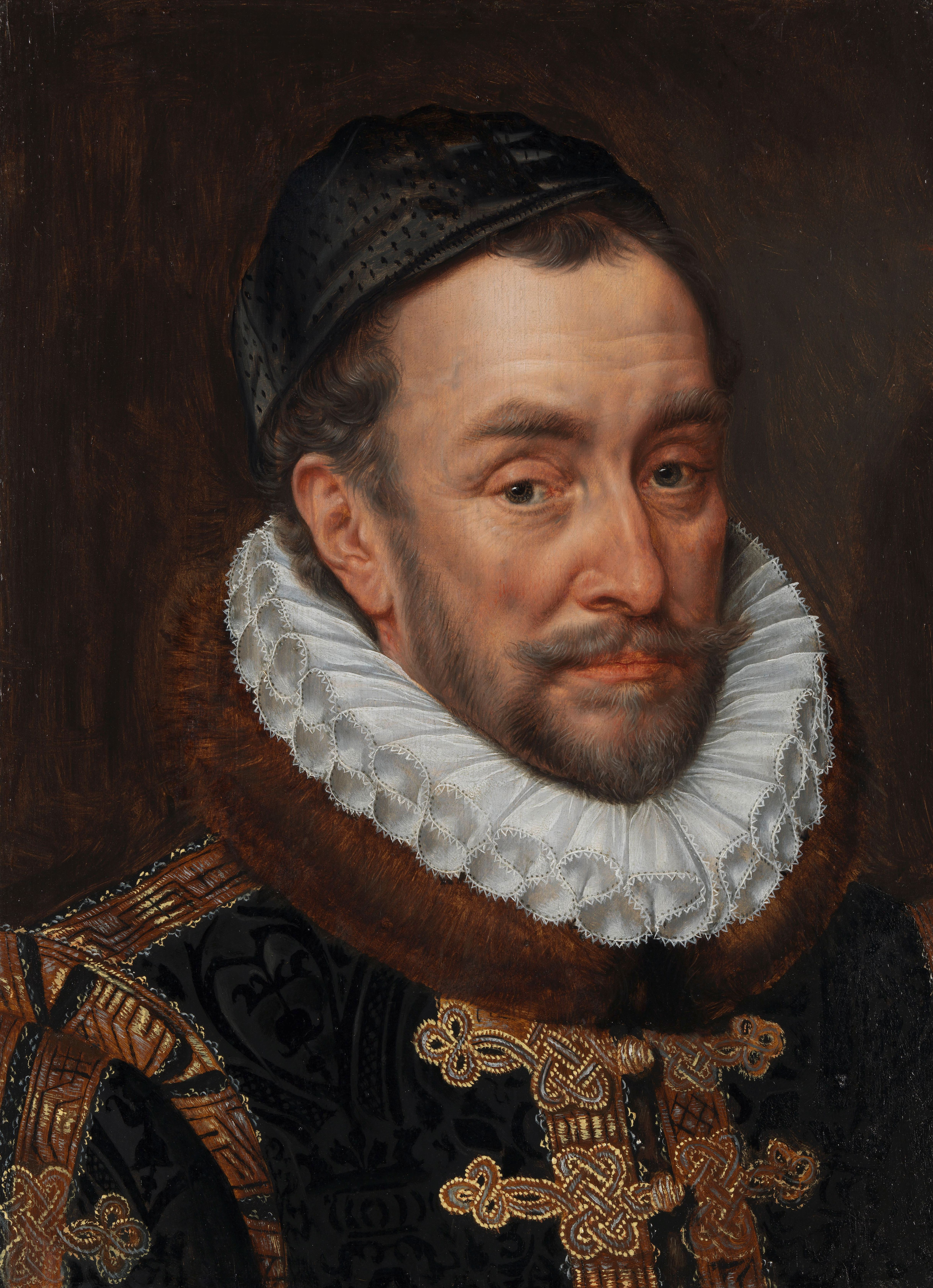
Portrait Guillaume Ier, prince d'Orange réalisé par Adriaen Thomas Key.